# シードビーズ

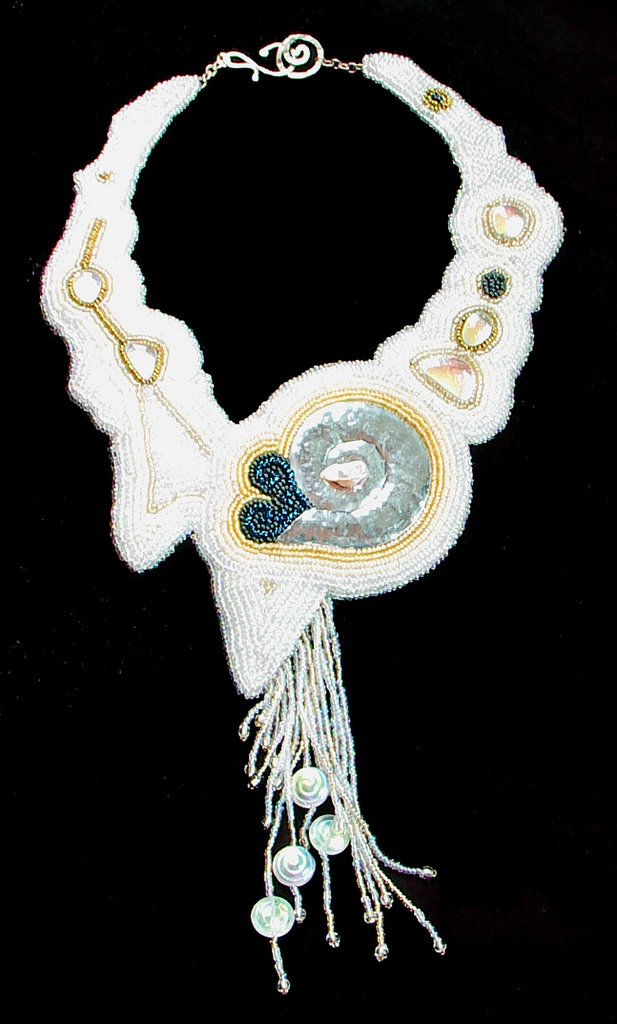
GaleBezオリジナルデザイン､シードビーズとケシパールを使って現代の刺繍技術で作成されたビーズネックレス(2006)

シードビーズ（英語: seed beads）とは、手芸に使用されるガラス製のビーズのうち、種（seed）のように小さいもののことである。中空のガラス棒を切って作られるため、ガラス棒の直径がビーズの大きさとなる。直径や長さ、穴の位置、表面の加工方法によって様々な種類がある。
日本と中華人民共和国、インド、チェコが世界の4大産地である。このうち日本は太平洋戦争後の復興期、欧米に比べた人件費の安さを利用して、輸出用として生産が広がった。製造コストが上がった現代においては、直径が数ミリメートルの極小で、色・粒・つやの揃った高品質なシードビーズが日本製の特色となっている。高級ビーズとして、日本製は中国製より何倍も高価であるにもかかわらず、人気が高いという（2019年現在）。
ビーズ手芸のレシピには、使用するビーズの種類で記載されていることが多いが、同じ種類のビーズでも、メーカーやロットによって微妙に異なる。

## 種類

### サイズ・形状による分類
- マイクロビーズ - 直径1mm前後。
- 特小ビーズ - 直径1.5mm前後。
- 丸小ビーズ - 直径2mm前後。ビーズ手芸やビーズモチーフ作りに一般的に使われるビーズ。
- 丸大ビーズ - 直径3mm前後。
- 特大ビーズ - 直径4mm前後。
- マクラメビーズ - 直径7mm前後。
- スリーカット - 表面がランダムにカッティングされているビーズ。
- バンブービーズ（竹ビーズ） - 直径2mm前後。長さがあり、竹の様な外観を持つビーズ。
  - 五厘竹（1/2分竹） - 長さ1.5mm。
  - 一分竹 - 長さ3mm。
  - 二分竹 - 長さ6mm。
  - 四分竹 - 長さ12mm。
  - 七分竹 - 長さ20mm。
- ツイストビーズ - 竹ビーズの表面にねじれ加工が施されている物。
- シルバーライン - 竹ビーズの中央の穴にねじれ加工が施されている物。
- マガ玉 - 糸を通す穴が一方に偏っており、断面がしずく型のビーズ。
- 三角（トライアングル） - 断面が三角形のビーズ。
- 四角（スクェア） - 断面が四角形のビーズ。
- 六角（ヘキサゴン、2カット） - 断面が六角形のビーズ。

### 加工方法による分類
- スキ - 透明または半透明のガラスをそのまま成形したビーズ。
- ギョク - 不透明のガラスをそのまま成形したビーズ。
- マット - ビーズの表面を擦りガラス状に加工した物。
- ラスター - ビーズの表面に光彩を焼き付けた物。
- セイロン - 半透明のビーズに光彩を焼き付けた物。
- オーロラ - ビーズの表面に虹色の光彩をかけて焼き付けた物。
- メタリック - 黒いビーズの表面に、玉虫色やガンメタルなどの金属光沢を持つ光彩をかけて焼き付けた物。
- ゴールドラスター - ビーズの表面に金色の光彩をかけて焼き付けた物。
- 中染 - 透明のビーズの中央の穴のみに染料をかけ、染めた物。
- ホワイトハート - 白いガラスの表面に有色透明のガラスをかけたビーズ。ガラス層が二層になっている。
- 着色 - ビーズ全体に染料をかけ、染めたもの。
- 銀メッキ - 透明のビーズの中央の穴のみに銀メッキを施したもの。
- 外銀 - ビーズ全体に銀メッキを施したもの。
- パラジウム - ビーズ全体にパラジウムメッキを施したもの。外観は外銀とほぼ同じ。
- 本金 - ビーズ全体に二十四金メッキを施したもの。

※ 複数の加工方法を組み合わさせて使用することが多い　例：中染ラスター

### 製造年代による分類
- アンティークビーズ・ビンテージビーズ - 1900年代初頭までに作られたビーズ。現在の物とは製法が違うため、形や色が不揃いといった味わいがある。色落ちや色褪せが起きにくいという特徴を持つ。